# Heptagrotis
Heptagrotis từng là một chi bướm đêm thuộc họ Noctuidae. The only species, Heptagrotis phyllophora is now được gọi là Lycophotia phyllophora.